# Synagoga v Náchodě
Synagoga v Náchodě byla židovská modlitebna ve východočeském městě Náchod v stejnojmenném okrese. Nacházela se na parcele č. 105 v již neexistující Židovské ulici nedaleko historického centra města a od svého vzniku roku 1777 sloužila jako hlavní ceremoniální centrum zdejší rozsáhlé židovské komunity. Po událostech holokaustu a drastickém zmenšení zdejší židovské obce přestala být využívána a roku 1964 byla stržena.

## Historie
První synagoga byla pro zdejší židovskou obec, jedné z nejstarších a největší v Hradeckém kraji, postavena ve druhé polovině 16. století. Nejstarší zmínka v městských knihách pochází z roku 1596. Pro špatný technický stav jej posléze zdejší židovská obec prodala (roku 1601 byl potom dům zbořen) a nedaleko postavili novou, primárně dřevěnou budovu. 17. května 1663 vypukl v domě Žida Eliáše požár, který zničil většinu města, včetně synagogy. Již v roce 1664 získali náchodští Židé povolení ke stavbě nové synagogy. 8. října 1776 povolila náchodská radniční rada stavbu novější synagogy, mimo městské hradby. Ta byla vystavěna v roce 1777 s výraznými barokními prvky. Kvůli odporu měšťanů byla pak postavena uvnitř hradeb, nedaleko Horské brány. Roku 1877 byla rekonstruována a přestavěna.
Následkem tragických událostí druhé světové války a holokaustu pak došlo k razantnímu zmenšení zdejší židovské obce. Synagoga, ačkoliv přečkala německou okupaci a vyvraždění většiny členů náchodské židovské komunity, jakožto shromažďovací místo nacisty zabaveného majetku náchodských Židů, po válce již nikdy nebyla obnovena. V poválečných letech pak budova chátrala.
V období komunistického režimu v Československu bylo začátkem 60. let 20. století rozhodnuto o demolici řady budov v Židovské ulici, včetně synagogy. Ta byla 19. září 1964 pyrotechniky odstřelena.